# Stadionul Tudor Vladimirescu
Stadionul Tudor Vladimirescu a fost un stadion polivalent din Târgu Jiu, România. A fost folosit în cea mai mare parte pentru meciurile de fotbal și a fost terenul de acasă al echipei Pandurii Târgu Jiu. A fost numit după eroul din Țara Românească, Tudor Vladimirescu.
Stadionul a găzduit finala Cupei României din 2009 dintre CFR Cluj și FC Timișoara.
Stadionul a fost demolat în întregime în 2015 și înlocuit cu unul nou de peste 12.000 de locuri ce a fost inaugurat în 2019.